# Nopeming
Nopeming (No'pĭmĭngtashĭnĕnĭwŭg = people of the bush), sjeverna grana Chippewa Indijanaca iz Ontarija, sjeveroistočno od jezera Superior i zapadno od jezera Nipissing. ponekad bi znali na istok zalazizi sve do rijeke Ottawa. Zbog toga što su često znali dolazizi u Sault Ste. Marie brkani su često s bandom koja je tamo živjela kao i s Indijancima Têtes de Boule.
Ostali nazivi za njih su: Men of the Woods (tako nazivani od drugih plemena), Muskegoag, Nopemings, Nopiming daje inini, i slične varijante